# Wenzel II. (Teschen-Zator)
Wenzel II. von Zator (* um 1450; † 1484/1487) war von 1468 bis zu seinem Tod Herzog von Zator. Er entstammte dem Teschener Zweig der Schlesischen Piasten.

## Leben
Wenzel II. Eltern waren Wenzel I. und dessen aus Sewerien stammende Ehefrau Maria Kopczowska († nach 1468). 
Nach dem Tod des Vaters 1465 erbten Wenzel II. sowie sein älterer Bruder Kasimir II. und die jüngeren Brüder Johann V. und Wladislaus das Herzogtum Zator, das sie zunächst gemeinsam verwalteten. 1474 teilten sie es in zwei Teile, deren Grenze die Skawa bildete. Wenzel II. und der erstgeborene Kasimir II. erhielten den östlichen Teil, während den jüngeren Brüdern Johann V. und Wladislaus der westliche Teil zugewiesen wurde. Die abseits der Skawa liegende Stadt Zator und das dortige Schloss wurden ebenfalls geteilt. 
Wenzel II. starb zwischen 1484 und 1487 unverheiratet und ohne Nachkommen. Als Erbe seines Anteils folgte ihm sein Bruder Kasimir II.